# Stora Grindö
Stora Grindö är en ö i Loftahammars socken i Västerviks kommun, rakt öster om samhället Loftahammar. Ön har en yta på 19 hektar.
Redan under medeltiden fanns ett fiskeläge på Stora Grindö och 1562 fanns här en gård. 1779 fanns tre hushåll på ön. Fram till 1900 lydde Stora Grindö under Hornsbergs slott men friköptes då av de fyra bönderna på ön. Jordbruk bedrevs på ön fram till 1960. Fisket, på senare tid främst ål- och flundrefiske har undan för undan minskat i omfattning. 2012 fanns en fastboende på ön.